# チッソ川本事件
チッソ川本事件（チッソかわもとじけん）は、水俣病の原因企業であるチッソの従業員に対して被害者支援団体関係者が起こしたとされる傷害事件に絡んで、公訴権の濫用と手続き打ち切りの可否について争われた日本の裁判。

## 概要
1972年7月から10月にかけて、水俣病患者被害者支援団体の代表である川本輝夫は、チッソ本社で社長との直接交渉を求め、これを阻止しようとするチッソ従業員らともみ合った際に、従業員4人に噛み付いたり殴りかかったりするなどして、全治10日から2週間の怪我を負わせた。東京地方検察庁は、同年12月27日に5件の傷害罪で川本を起訴した。
弁護側は、この公訴の提起は公訴権の濫用に当たるとして公訴棄却を主張したが、1975年1月13日に東京地方裁判所は5件の公訴事実の全部を有罪とする一方で、公訴提起の後にチッソと患者側とで補償協定が成立した点や、社長から寛大な処分を願う上申書が出された等の情状を汲んで、罰金5万円執行猶予1年を言い渡した。この判決に対して被告人側が控訴した。
1977年6月14日に東京高等裁判所は「水俣病は公害史上最大のものといわれるが、この被害を放置したことについては行政、検察の怠慢が非難されてもやむを得ない。本件自主交渉は未曾有の被害、行政の停滞、チッソの責任回避などを背景として行われたものだが、これらの特殊性を考えると、チッソ側と患者側を対等なものとみることはできず、被告人らに多少の行き過ぎがあったとしても、ただちに刑罰を科すのは妥当性を欠く。」として一審の有罪判決を破棄し、公訴の提起が公訴権の濫用に当たるとして公訴棄却の判決を言い渡した。この判決に対して検察が上告を申し立てた。
1980年12月17日に最高裁判所は「検察官は公訴を提起するかしないかについて広範な裁量権を認められているのであって、公訴の提起が裁量権の逸脱によるものであったからと言って直ちに無効になるものではない」ものの「公訴の提起自体が職務犯罪を構成するような極限的な場合に限られる」とし、本事件について「犯行そのものの態様は必ずしも軽微なものとはいえない」「審判の対象とされていない他の事件についての起訴、不起訴と比べて、この起訴が著しく不当とした原審の認定はただちに肯認することができない。まして、本件の事態が公訴提起が無効となるような積極的な場合には当たらず、本件控訴を棄却すべきとした原審の判断は失当。」として公訴権の濫用を認めない一方で、「一審が罰金5万円執行猶予1年という求刑の懲役1年6ヶ月より軽い判決を言い渡したのに検察は控訴しなかったこと、本件の特異な背景事情、犯行から長期間が経過し、その間患者とチッソの間に補償についても全面的な協定が成立し、被告人に傷を負わされた被害者が処罰を求めているとは思われないこと、被告人が水俣病で父親を失い、自身も健康を害している」等の点を挙げて「原判決を破棄して、一審の執行猶予付き罰金刑を復活させなければ、著しく正義に反することになるとは考えられない」として公訴棄却の結論は維持した。
この判決は5裁判官による3対2の多数決で決定し、多数意見は団藤重光、中村治朗、谷口正孝であった。藤崎萬里は「公訴棄却の原判決を確定させることは、本件のような暴力の行使を容認するものと誤解されるおそれがある」と、本山亨は「原判決は現行法上認められていない公訴権濫用の法理を肯定している」として、「原判決を破棄すべき」とする反対意見を述べた。

## その他
水俣病の発生についてチッソの経営陣2人が業務上過失致死傷罪で起訴されて熊本水俣病事件として刑事裁判となったのは、本件から4年後のことであった。